# 우한 대학
우한 대학(중국어 간체자: 武汉大学, 정체자: 武漢大學, 병음: Wǔhàn Dàxué)은 중화인민공화국 후베이성 우한시 우창구에 소재한 대학으로, 국가중점대학 중 하나이다. 약어로 우다(중국어: 武大, 병음: Wǔdà)라고 불린다.
중국에서 가장 오래된 대학 중 하나로, 중국에서 가장 아름다운 캠퍼스 중 하나로 여겨지고 있다.